# Beka Ciklauri
Beka Ciklauri (gruz. ბექა წიკლაური; ur. 9 lutego 1989) – gruziński rugbysta występujący na pozycji obrońcy lub łącznika ataku. Obecnie zawodnik Lokomotiwi Tbilisi. Reprezentant Gruzji.

## Kariera klubowa
Ciklauri przed przyjazdem do Polski, występował w Lokomotiwi Tbilisi, z którym to klubem zdobył mistrzostwo Gruzji.
W 2009 roku został ściągnięty do Arki Gdynia, dla której zadebiutował 29 marca 2009 roku w meczu z Posnanią, w którym to zdobył 17 punktów. W Polsce grał do końca sezonu, po czym wrócił do Gruzji.
Ponownie dołączył do drużyny z Gdyni w przerwie zimowej sezonu 2009/2010. Sezon ten zakończył się dla Arki srebrnym medalem, a sam Ciklauri z dorobkiem 40 punktów był dziesiątym najskuteczniejszym zawodnikiem w lidze, pomimo iż występował w niej jedynie przez jedną rundę. W pierwszej połowie kolejnego sezonu występował jako obrońca, jednak poważna kontuzja łącznika ataku Dawida Banaszka, którą odniósł w lutym 2011 roku, wymusiła przesunięcie Gruzina na tę pozycję. Szczególnie wysoką formę Ciklauri prezentował w czasie rundy play-off, kiedy to w półfinale z Lechią Gdańsk uzyskał 26 punktów, a w finale 24. Po meczu Gruzin został okrzyknięty bohateram spotkania, gdyż jego dwa przyłożenia oraz dobre rozgrywanie walnie przyczyniły się do pokonania Budowlanych Łódź.
W sezonie 2011/2012 Ciklauri był podstawowym zawodnikiem Arki, jednak ostatni mecz rundy jesiennej opuścił z powodu kontuzji barku. Uraz ten zbiegł się z powrotem do gry zawodnika, którego Gruzin z konieczności zastępował, a więc Dawida Banaszka. Arkę opuścił po zakończeniu sezonu 2011/2012.
Następnie przeniósł się do swojego macierzystego klubu, Lokomotiwi Tbilisi.

## Kariera reprezentacyjna
Beka Ciklauri jest wielokrotnym reprezentantem swojego kraju na szczeblach młodzieżowych. Znalazł się w kadrze na mistrzostwa świata grupy B do lat 19, jakie w kwietniu 2007 roku odbywały się w Irlandii (12 punktów w 5 meczach); był także w zespole podczas Mistrzostw Europy do lat 19, które rozegrano w Trójmieście we wrześniu 2008 roku. Gruzin występował również w kadrze do lat 20 podczas Junior World Rugby Trophy 2008 (mistrzostw świata 2. dywizji) – zagrał w spotkaniach z Jamajką, Koreą Południową (mecze grupowe) oraz Rumunią (mecz o 3. miejsce), w których zdobył łącznie 9 punktów.
W reprezentacji seniorskiej zadebiutował 20 czerwca 2008 roku podczas meczu Pucharu Narodów z drużyną Włoch A. Cztery minuty przed końcem spotkania Ciklauri zmienił Irakliego Czchikwadze, a dwie minuty później zdobył przyłożenie. Na kolejne mecze w barwach kraju czekał do 2012 roku, kiedy ponownie otrzymał powołanie na mecz z Portugalią.
Dodatkowo w roku 2009 zagrał w meczu nowo utworzonej drużyny Gruzji A, której przeciwnikiem był zespół złożony z polskich ligowców.
W 2015 roku znalazł się w składzie reprezentacji na rozgrywany w Anglii Puchar Świata.
Ciklauri występował także w reprezentacji w rugby 7 – znalazł się wśród zawodników powołanych m.in. na rozgrywane w 2008 roku Mistrzostwa Europy w Hanowerze, a także turnieje z cyklu IRB Sevens World Series w Dubaju i George.